# Ross Brawn
Ross Brawn (1954. november 23. –) brit üzletember, a Formula–1 sportszakmai igazgatója, a Mercedes AMG F1 Formula–1-es csapat volt résztulajdonosa, csapatfőnöke. A Formula–1-ben dolgozott a Ferrarinál, a Hondánál és saját csapatánál, a Brawn GP-nél is, melynek többségét eladta a Mercedesnek, mindháromnál vezető pozícióban. 2010-ben a A Brit Birodalom Rendje kitüntetést kapta.

## Élete
Brawn 1954. november 23-án, Manchesterben született, de iskolába a readingi Reading School nevű intézménybe járt. Eredeti végzettsége mérnök.
Brawn felesége Jean, 2 lányuk van, Helen és Amy. A család jelenleg Henley-on-Thames-ben él, bár korábban Brawn alig pár hónapot tudott otthon tölteni. A szezonok nagy részét a Ferrari főhadiszállásán, Maranellóban töltötte.

## Karrierje
Brawn karrierje az F1-ben 1976-ban kezdődött, ekkor került a March Engineering csapatához. Nem sokkal később Brawn a March Formula–3-as csapatához került. Következő csapata a Williams volt, ahová 1978-ban szerződött. A Williamsnél a csapat aerodinamikai részlegénél, azon belül is főleg a szélcsatornában dolgozott. 1986-ban az újonc amerikai Newman-Haas csapatot, később pedig az Arrows istállót erősítette.

### Benetton
Miután sokáig a Jaguarnál dolgozott, ahol utcai autók tervezésével foglalkozott, 1991-ben a Benetton csapatánál tért vissza az F1-be. Az istállónál töltött időszak alatt Michael Schumacher kétszer is világbajnok lett, de a csapat is megnyerte 1995-ben a konstruktőri világbajnokságot. Schumacher távozása után még egy évet a Benettonnál töltött.

### Ferrari
Schumacher első Ferrarinál töltött éve után, 1996 végén Brawn is a Ferrarihoz szerződött. 1996-tól a csapat egészen 1999-ig semmilyen címet nem nyert, Brawnék ezt az időszakot az újjáépítésnek szentelték. Az első komolyabb eredmény az 1999-ben megszerzett konstruktőri vb-cím, az első a 6 közül. A Ferrari 1999 és 2004 között, míg Schumacher 2000 és 2004 között zsinórban hatszor, illetve ötször szerezte meg az első helyet. Az istálló vezetői rajta kívül Jean Todt (csapatfőnök) és Rory Byrne (főtervező) voltak.
2005-ben és 2006-ban a Ferrari nem szerepelt olyan jól, ahogy azt elvárták tőlük, a vb-cím ebben a 2 évben mindkétszer a Renaulthoz, illetve Fernando Alonso hoz került. A Ferrari 2006 végén bejelentette, hogy Brawn távozik posztjáról.

### Honda
Legközelebb 2008-ban, 1 év szünet után tért vissza az autósport királykategóriájába. Ekkor kinevezték a Honda csapatfőnökének. Az 1 év alatt, amit Brawn itt töltött, a csapat legjobb eredménye Rubens Barrichello Silverstone-ban elért harmadik helye volt, amit Brawn taktikai húzásainak is köszönhetett. A Honda 2008 decemberében, mindenféle előzmény nélkül bejelentette, hogy a gazdasági válság miatt kiszáll a Formula–1-ből, a versenyistálló sorsa pedig egészen 2009 márciusáig kérdéses volt.

### Brawn GP
Alig három héttel a 2009-es szezonnyitó előtt Brawn 100%-ban megvásárolta a Hondát, amely Brawn GP néven versenyez, Mercedes-Benz motorokkal. Az új csapat hatalmas meglepetésre kettős győzelmet aratott a 2009-es idénynyitó ausztrál nagydíjon, majd Jenson Button további hat futamból ötöt megnyert, így hirtelen hatalmas előnyre tett szert a világbajnoki pontversenyben. Mivel a spanyol nagydíjon és a monacói nagydíjon is kettős Brawn-győzelem született, a csapat a konstruktőrök bajnoki táblázatán is nagy fölénnyel vezetett. A nyári futamokon azonban jelentősen visszaestek, elsősorban gumimelegítési problémák miatt, de azért is, mert riválisaik igen sok pénzt tudtak áldozni évközbeni fejlesztésekre. Őszre a Brawn GP ismét magára talált: Rubens Barrichello két futamgyőzelmet is szerzett az istállónak, melyek közül a második, az olasz nagydíj egyúttal kettős győzelem is volt: a nyár eleje óta gyengélkedő Button ezüstérmet szerzett, ezzel megerősítve vezető pozícióját a bajnoki ponttáblázaton.
A csapat már az egyéni és a konstruktőri bajnoki címmel a zsebében utazott el a szezonzáró abu-dzabi nagydíjra, mely után 2 héttel bejelentették hivatalosan is, hogy a Mercedes 75,1%-ban felvásárolta a Brawn GP-t.

## Mercedes
A Mercedes csapatfőnöki posztjáról 2013 végén távozott, helyét Toto Wolff és Paddy Lowe vette át. Brawn bár eladta részesedésének döntő többségét, továbbra is csapatfőnök maradt. Ő és Nick Fry 24,9% -os részesedést tartottak meg az új csapatban, amelyet 2011 elején a Mercedesnek adtak el. 2009 decemberében a hétszeres világbajnok Michael Schumacher megerősítette, hogy Brawn kérésére és személye miatt tért vissza a versenyzéshez. A csapat 2012. április 15-én nyerte meg első futamát Kínában Nico Rosberg révén. A szezon végén Schumacher végleg visszavonult, helyére Brawn a 2008-as világbajnok Lewis Hamiltont szerződtette. A 2013-as szezon közben folyamatosan arról cikkeztek a lapok, hogy Brawn fokozatosan a háttérbe húzódik és hogy visszavonulna miután átadta helyét a csapat élén. Végül november 28-án jelentették be, hogy Brawn távozik a Mercedestől.

## 2014-2016
2014. február 1-jén Brawn bejelentette, hogy visszavonul a Formula–1-től. Az FIA 2014 októberében bejelentette, hogy Brawn egy 10 fős bizottság tagja lesz, amely Jules Bianchi balesetének körülményeit vizsgálja[forrás?], majd decemberben jelentést tesz a Motorsport Világtanácsnak. A The Daily Telegraphban 2016 októberében készített interjúban Brawn kijelentette, hogy készen áll a Forma 1-be való visszatérésre, bár stratégiai pozícióban, nem pedig valamelyik csapat tagjaként. Egy hét múlva megjelent a témába íródott könyve is.

## A Formula–1 sportszakmai igazgatója
2017. január 23-án jelentették be, hogy Ross Brawn lett az újonnan létrehozott sportszakmai igazgatói pozíció tulajdonosa a sportágban.